# Вознесенский проспект
Вознесе́нский проспект — один из двух проспектов, входящих в «перспективу» Санкт-Петербурга, наряду с Невским проспектом. Вместе с Гороховой улицей они образуют три луча, которые планировались П. М. Еропкиным как основной ансамбль для застройки города на левом берегу Невы после пожаров 1736—1737 годов. Все три улицы проектировались «Комиссией о Санкт-Петербургском строении», созданной в 1737 году. Через год в 1738 году проспект получил своё название в честь церкви Вознесения Господня, которая была снесена в XX веке. Вознесенский проспект начинается от Адмиралтейского проспекта, проходя через Исаакиевскую площадь, пересекает реку Мойку, канал Грибоедова и оканчивается у реки Фонтанки. Продолжение Вознесенского проспекта за Фонтанкой — Измайловский проспект.

## История названия

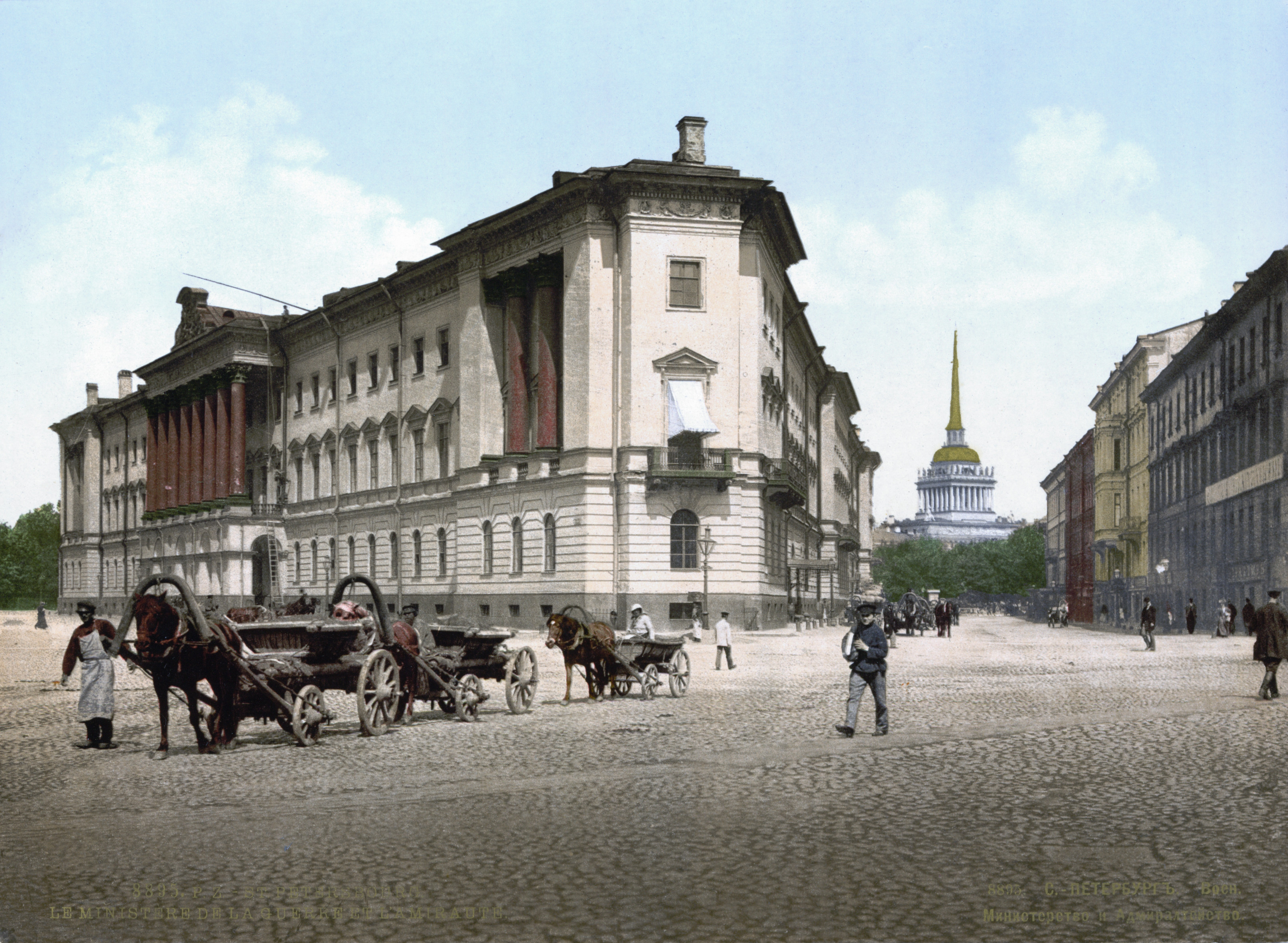
Военное министерство. Конец XIX века

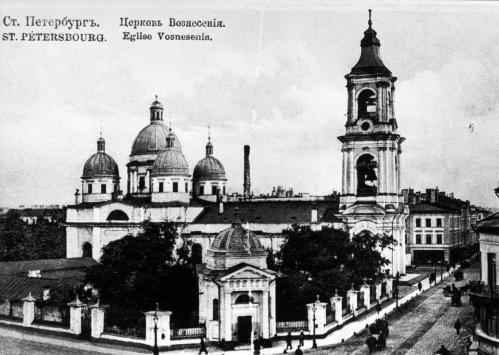
Вознесенская церковь. Открытка начала XX века

20 апреля 1738 года присвоено название Вознесенская Проспективая улица, по церкви Вознесения Господня (на месте теперешнего дома 34). Параллельно существовали названия Вознесенская перспектива, Большая Вознесенская перспектива, Вознесенская улица, Большая Вознесенская улица, 3-я Адмиралтейская перспектива, 3-я Адмиралтейская улица.
Современное название Вознесенский проспект известно с 1775 года. С 9 мая 1923 года по 4 октября 1991 года носил имя проспект Майорова, в честь П. В. Майорова, участника Гражданской войны на стороне красных, комиссара 4-й армии.

## Примечательные здания и сооружения

### По чётной стороне
- № 2  7810004000 — доходный дом Алексея Стенбок-Фермора, 1844, архитектор Александр Гемилиан.
- № 6 — доходный дом (1764—1776). Перестроен и надстроен четвёртым и пятым этажами архитектором И. И. Иорсом в 1893 году в формах эклектики. Снесён в 2007 году[2] Ассоциацией по сносу зданий по заказу ООО «Р. Е. Д.». В июне 2011 года на его месте открылся отель W[3].
- № 8 — дом Шиля, 1832, архитектор Александр Пель, перестроен. В этом здании писатель Фёдор Достоевский жил с 1847 года по 23 апреля 1849 года, когда был арестован. В этом доме написаны первые произведения писателя - «Бедные люди» (1846) и «Белые ночи» (1847). 23 апреля 1849 года Достоевскому вынесли приговор: 4 года каторги в Сибири. Он снимал комнату в квартире Бреммера на третьем этаже.  7810021000
- № 18  7832060000 — доходный дом Е. М. Орлова, 1905—1907, гражданские инженеры В. В. Гусев, К. К. Мейбом[4].
- № 28 — дом Разевиха, был построен в 1840 году по проекту архитектора Б. Спиндлера[5].
- № 36  7832067000 — дом Ф. Н. Челищева (М. В. Кольбе). На здании с 1995 года расположен памятник «Нос» носу майора Ковалева.
- № 40—42 (Садовая улица, 55—57) — Дом городских учреждений. Построено в 1904—1906 годах по проекту архитектора А. Л. Лишневского как дом городских учреждений, подведомственных управе Городской думы. Фасады оформлены в смешанном стиле модерна и английской готики — эркеры, башенки, фигуры химер и грифонов, лепной декор, выполненный мастерскими Н. И. Егорова и И. В. Жилкина. Корпуса строения, расположенные вокруг овального двора, завершаются высокой угловой башней[6].
- № 44—46 — дом лёгкой промышленности, построен в 1931—1935 по проекту Е. А. Левинсона и И. И. Фомина[5].

### По нечётной стороне
- № 1 (угол Адмиралтейского проспекта 12, литера А) — Дом Лобанова-Ростовского «дом со львами», архитектор Монферран.
- № 13 (Исаакиевская пл., 6/Антоненко пер., 1) — Мариинский дворец[7].
- № 21  7832061000 — дом К. Штрауха, 1835, архитектор Л. А. Шауфельбергер.
- № 27 — дом К. Ф. Ширмера. В кв. 25 с 21 января по 14 апреля 1867 года до венчания с Анной Григорьевной Сниткиной жил писатель Ф. М. Достоевский, здесь молодожёны провели «медовый месяц». Краеведы ошибочно указывают номер дома 29[8].
- № 31 (Красноградский пер., 2) — дом Шклярского, был построен в 1843 по проекту Б. Спиндлера, в 1856—1857 годах расширен и надстроен по проекту Николая Гребёнки[5].
- № 33 — дом Моравица, в 1831—1832 гг. были построены дворовые флигели, в 1843 — лицевой дом, арх-ры Х. Бек, А. И. Лидериц, И. И. Цим[5].
- № 41, литера А — дом Е. П. Карелина, был построен в 1843 году по проекту архитектора Я. И. Реймерса и Х. Бека[5].
- № 43/59 — доходный дом. Реконструкция помещений и отделка фасадов первого этажа произведена в 1913 году архитектором Н. А. Эйхенвальдом.
- № 53  7830899000 — дом купчихи Е. В. Пальгуновой, 1843, архитектор Иоганн Цим[5][9]. В 1869-м году в здании была открыта первая в Петербурге Временная хоральная молельня еврейской общины[10].
- № 57 (набережная Фонтанки, 127) — доходный дом, 1882, архитектор А. Р. Гешвенд. Надстроен. Реконструирован[11].

## Упоминания в литературе
- На Вознесенском проспекте жил один из героев гоголевского «Носа», цирюльник Иван Яковлевич.
- На нём же умер от старости Иеремия Смит, персонаж романа «Униженные и оскорблённые» Ф. М. Достоевского.
- На Вознесенском проспекте находилась квартира главного героя романа В. Пикуля «Честь имею».
- Вознесенский проспект (употребляемая в тексте как улица) упоминается в незавершённом социально-психологическом романе М. Ю. Лермонтова «Княгиня Лиговская».

## Иллюстрации

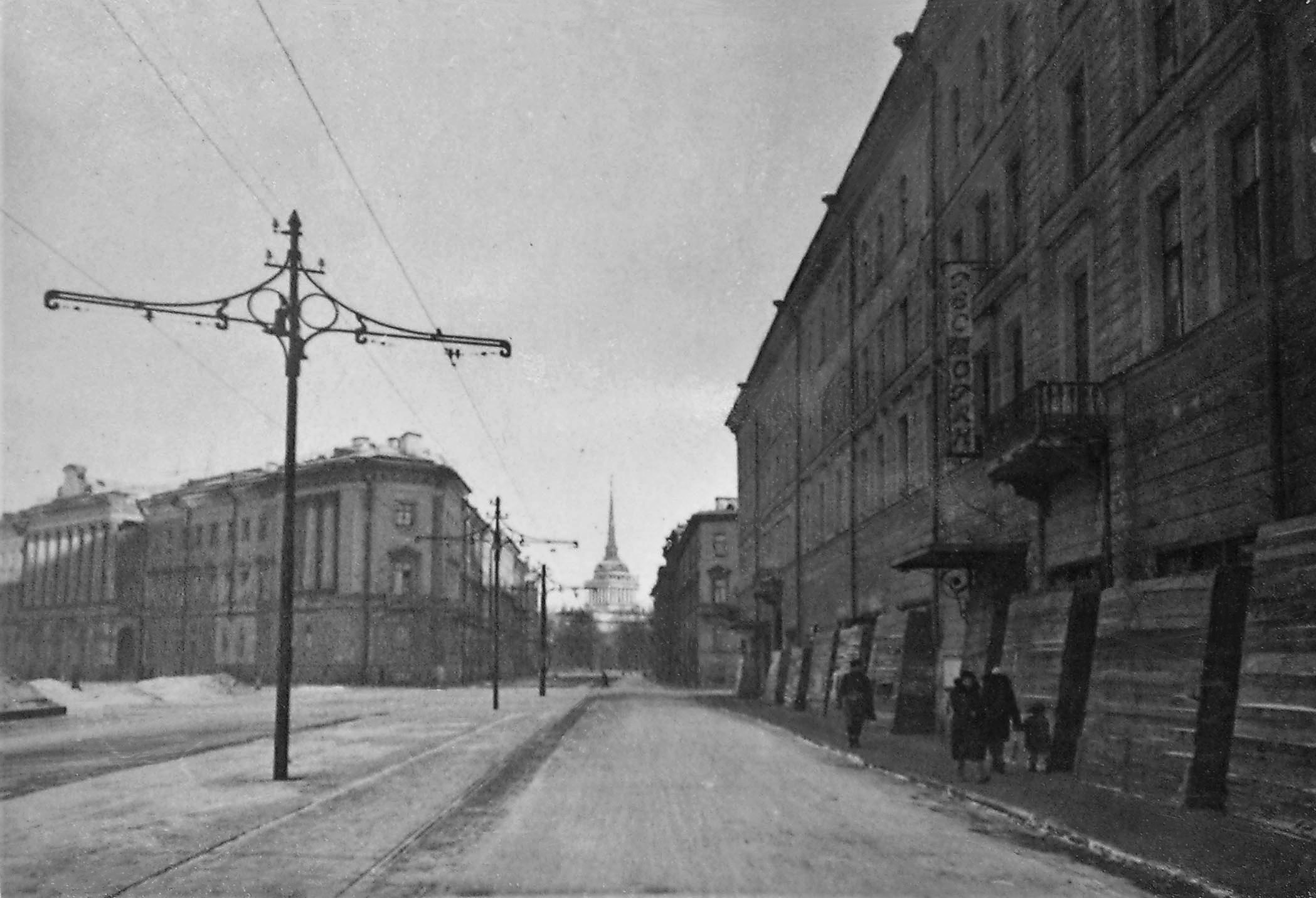
проспект Майорова во время блокады Ленинграда
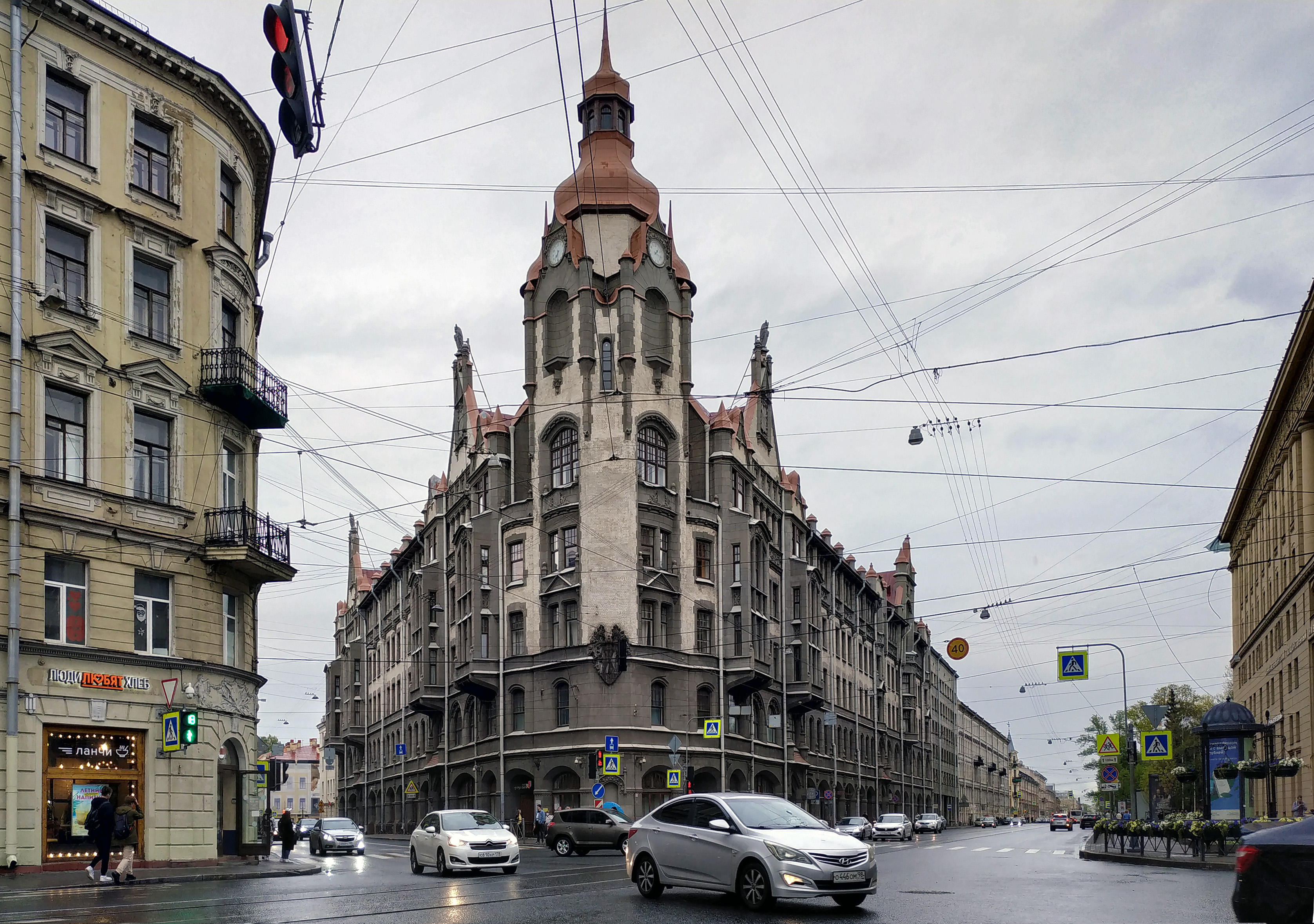
Дом городских учреждений на углу с Садовой улицей
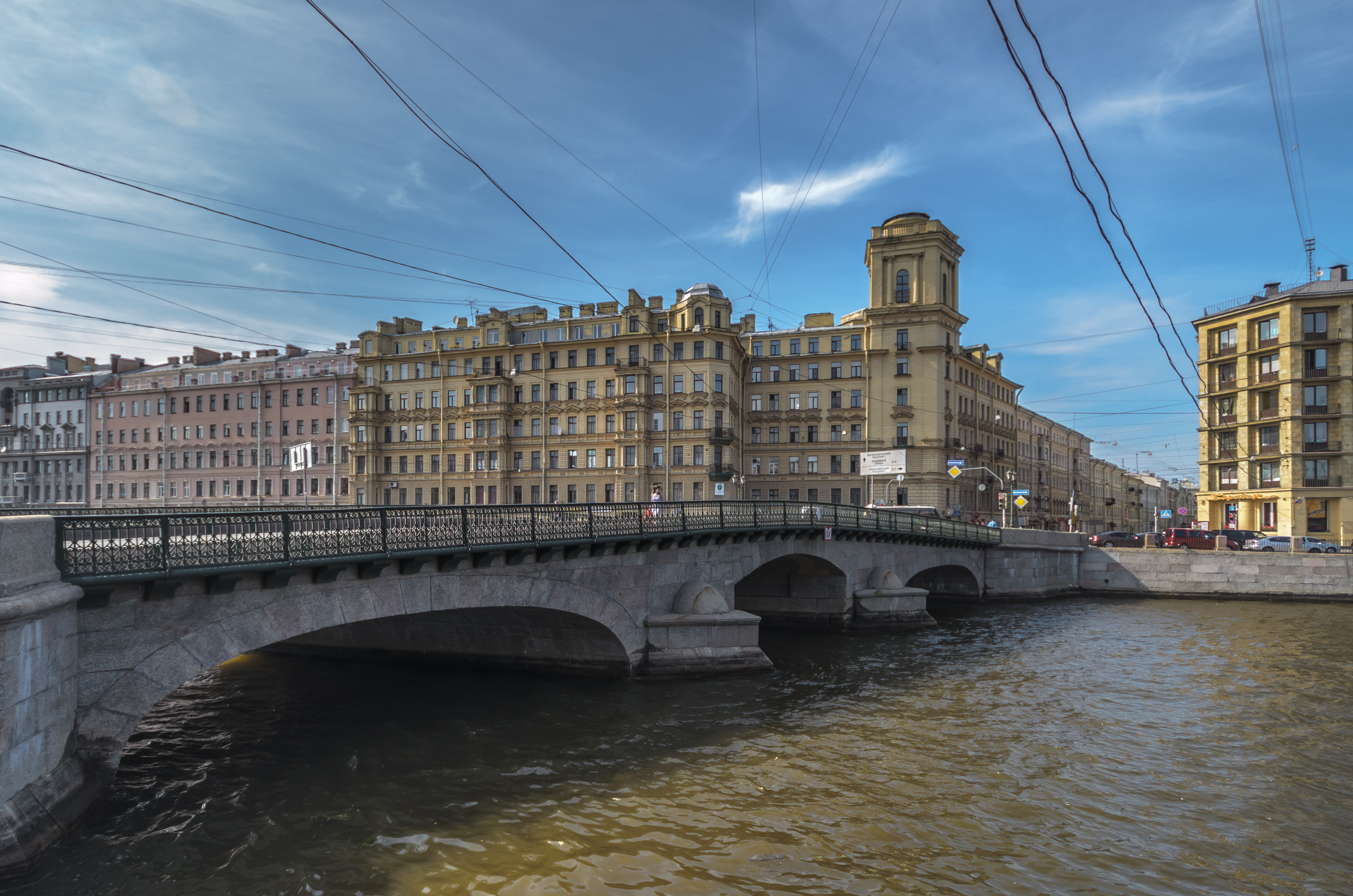
Дом 57 и Измайловский мост
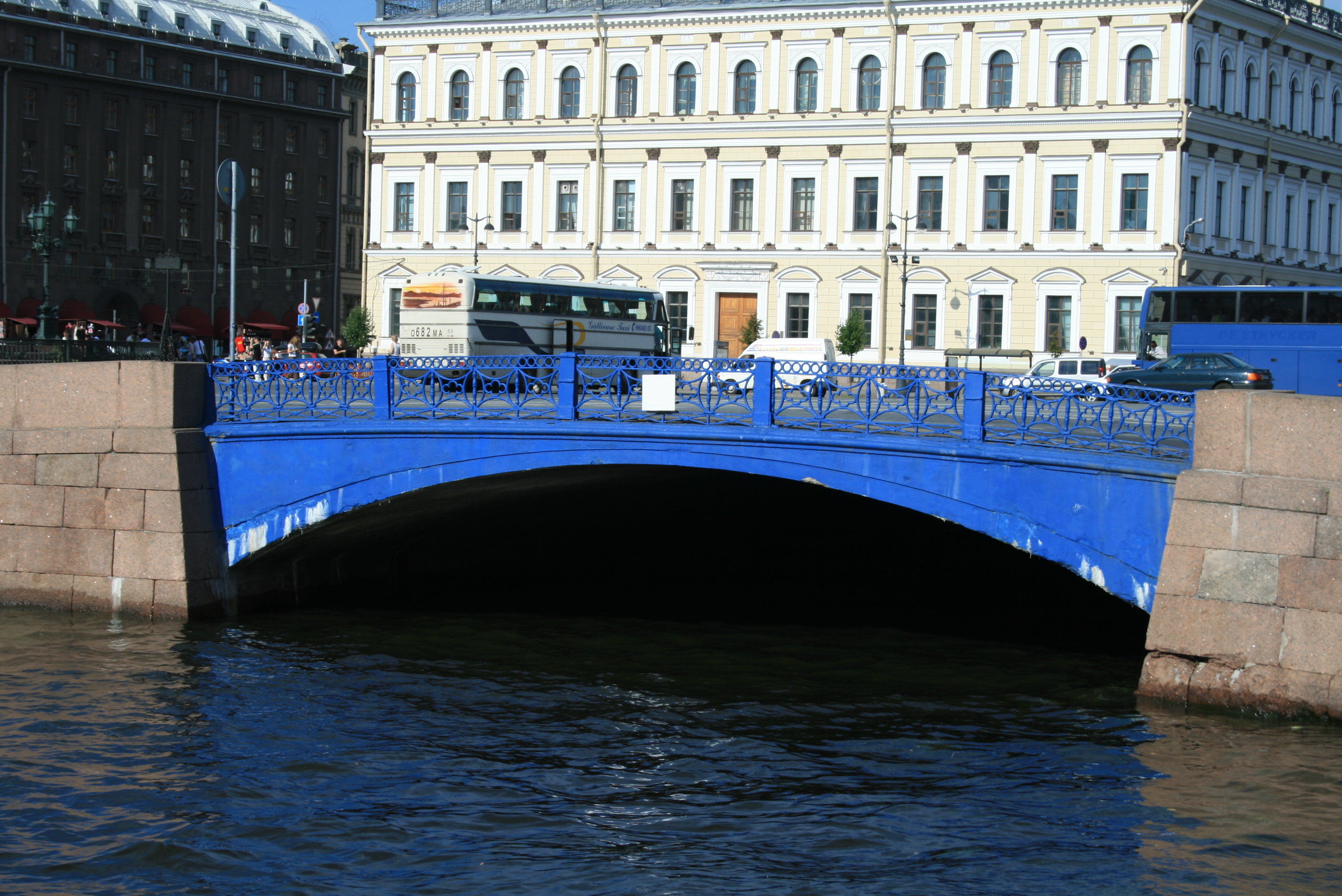
Синий мост через реку Мойку